# Vũ Diễm
Vũ Diễm (1705 - ?), còn gọi là Vũ Diệm, là một quan lại nhà Lê Trung Hưng trong lịch sử Việt Nam.

## Quê quán
Ông là người xã Thổ Vượng, huyện Thiên Lộc, phủ Đức Quang, thừa tuyên Nghệ AN, nay là xã Vượng Lộc, huyện Can Lộc tỉnh Hà Tĩnh.

## Sự nghiệp
Ông từng đỗ khoa Sĩ vọng. Năm 1739, lúc 35 tuổi, ông đỗ Đình nguyên, đệ nhị giáp Tiến sĩ xuất thân (Hoàng giáp) khoa Kỷ Mùi niên hiệu Vĩnh Hựu 5 đời Lê Ý Tông. Làm quan đến chức Hàn lâm thị thư. Sau khi mất được tặng chức Tự khanh tước bá.
Ông từng được xưng tụng là đệ nhất "Tràng An tứ hổ", nghĩa là đứng đầu nhóm 4 người xuất hiện ở Thăng Long (Hà Nội) vào cuối thế kỷ XVII, có thể xem là đại diện cho cả nước Nam lúc bấy giờ, vì họ từ nhiều nơi đến.
Ông là người học rất giỏi nên ở Thăng Long lúc bấy giờ xuất hiện thành ngữ "Bút Cấm Chỉ, sĩ Thiên Lộc", nghĩa là loại bút tốt nhất chỉ có ở hàng ngõ Cấm Chỉ, còn người học trò giỏi nhất quê ở Thiên Lộc (tức Vũ Diễm).
Người đời truyền rằng, đáng ra ông phải đỗ bảng nhãn nhưng chỉ vì khi ra bảng mà nhà vua viết lầm nên Vũ Diệm phải chịu thiệt thòi (cái này là do bọn ảo tưởng, cục bộ địa phương, luôn cho mình phải là nhất tự nghĩ ra để an ủi mình. Bị nữ sĩ Đoàn Thị Điểm ra câu đối, ngậm tăm cắp đít mà về chứ bảng nhãn cái gì). Lẽ ra phải ghi: đệ nhất giáp, đệ nhị danh, vua lại viết thành đệ nhị giáp đệ nhất danh (nhất giáp là trạng nguyên bảng nhãn, thám khoa; nhị giáp là hoàng giáp).